# 格伦茨河 (巴伐利亚施瓦察赫河支流)
49°28′34″N 12°38′01″E / 49.47619°N 12.63362°E

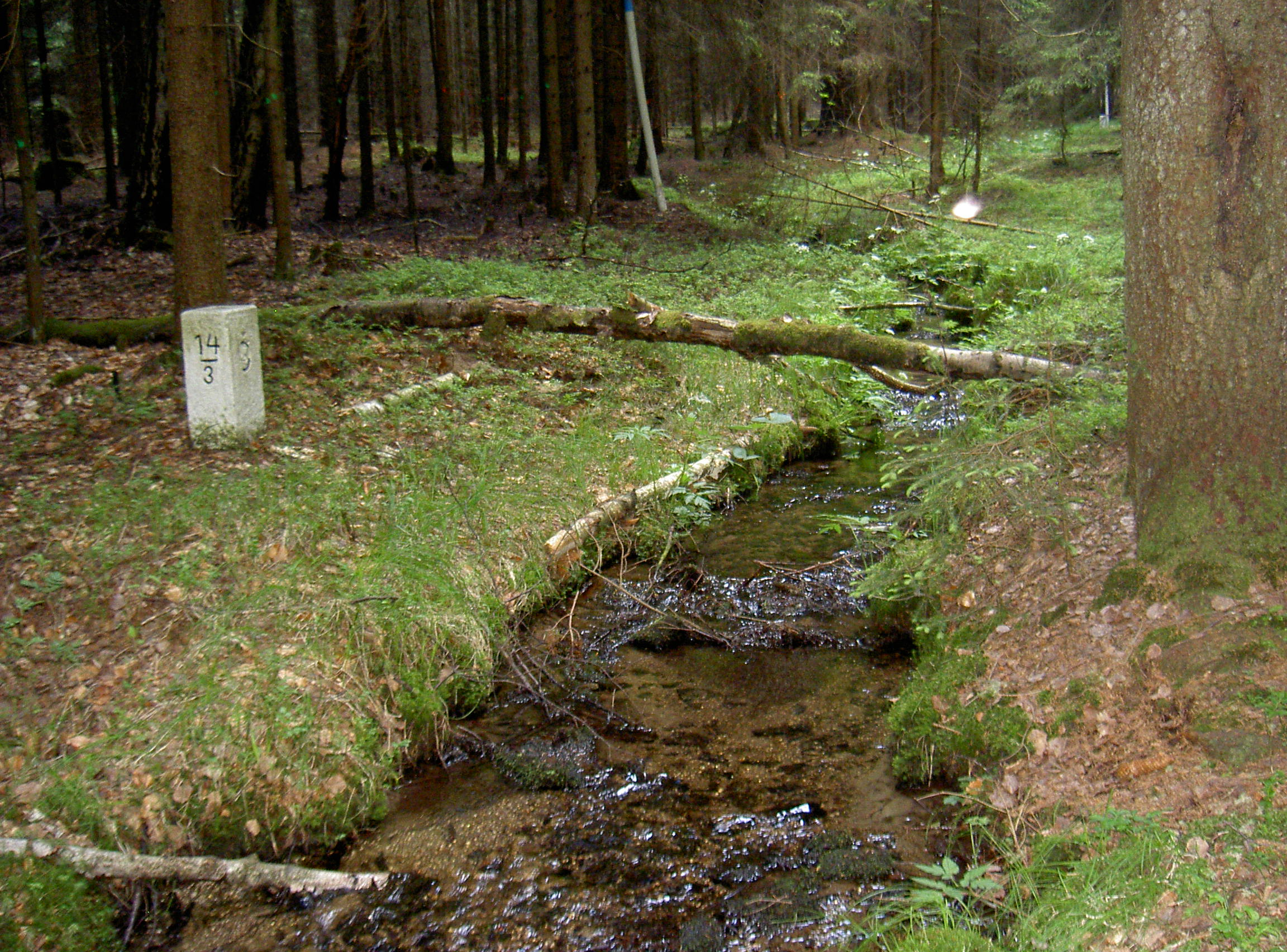

格倫茨河（德語：Grenzbach）是德國的河流，位於該國東南部，由巴伐利亞負責管轄，屬於巴伐利亚施瓦察赫河的左支流，河道全長2.4公里，流域面積2.4平方公里。
Grenzbach海拔665米,位于捷克共和国 Domažlice 区（德国陶斯区）的 Rybník nad Radbuzou（德语 Waier）市。 它的名字是 Šedý potok（直译：灰溪）。 从源头开始，它转向西北。 400米后，它与德国和捷克的边界相遇。
它正好在边界上向西北方向流动,因此它的德语名称为 Grenzbach。 在河口前的最后 200 米处，Grenzbach 河转向西，它仍然是一片边境水域。 两公里后，它流入巴伐利亚施瓦茨河，该河也从德国和捷克边境的北部流出，与施塔德勒恩市的夏洛滕塔尔村相对，该村也从北部流入。